# Real Cycling Team
Das Real Cycling Team ist ein ehemaliges brasilianisches Radsportteam.
Die Mannschaft wurde 2012 gegründet und nahm als Continental Team an den UCI Continental Circuits teil. Sie ging aus dem Amateurteam Padaria Real/Calói/Céu Azul Alimentos hervor. Manager war José Souza, der von der Sportlichen Leiterin Karina Pettinatti unterstützt wird.
Gleich in der ersten Saison konnte das Team die Mannschaftswertung bei der UCI America Tour gewinnen. Das Team wurde jedoch im Anschluss hieran aufgelöst, da es nicht gelang ausreichend Sponsorengelder für einen Weiterbetrieb zu sichern.

## Saison 2012

### Erfolge in der UCI America Tour
In den Rennen der Saison 2012 der UCI America Tour gelangen die nachstehenden Erfolge.
| Datum                     | Rennen                                                               | Kat. | Fahrer             |
| ------------------------- | -------------------------------------------------------------------- | ---- | ------------------ |
| 8. Januar                 | Copa América de Ciclismo                                             | 1.2  | Francisco Chamorro |
| 23. Februar               | 3. Etappe Rutas de América                                           | 2.2  | Francisco Chamorro |
| 24. Februar               | 4a. Etappe Rutas de América                                          | 2.2  | Francisco Chamorro |
| 25. Februar               | 5. Etappe Rutas de América                                           | 2.2  | Kleber Ramos       |
| 31. März                  | 2. Etappe Vuelta Ciclista al Uruguay                                 | 2.2  | Edgardo Simón      |
| 23. Juni                  | Brasilianische Meisterschaft – Einzelzeitfahren                      | CN   | Luiz Amorim        |
| 29. August                | 1. Etappe Tour do Rio                                                | 2.2  | Edgardo Simón      |
| 30. August                | 2. Etappe Tour do Rio                                                | 2.2  | Edgardo Simón      |
| 31. August                | 3. Etappe Tour do Rio                                                | 2.2  | Kleber Ramos       |
| 29. August – 2. September | Gesamtwertung Tour do Rio                                            | 2.2  | Kleber Ramos       |
| 14. Oktober               | 1. Etappe Tour do Brasil Volta Ciclística de São Paulo-Internacional | 2.2  | Francisco Chamorro |
| 17. Oktober               | 4. Etappe Tour do Brasil Volta Ciclística de São Paulo-Internacional | 2.2  | Edgardo Simón      |
| 20. Oktober               | 7. Etappe Tour do Brasil Volta Ciclística de São Paulo-Internacional | 2.2  | Alex Diniz         |
| 21. Oktober               | 8. Etappe Tour do Brasil Volta Ciclística de São Paulo-Internacional | 2.2  | Francisco Chamorro |

### Mannschaft
| Name                           | Geburtstag        | Nationalität | Team 2011                                        | Team 2013                               |
| ------------------------------ | ----------------- | ------------ | ------------------------------------------------ | --------------------------------------- |
| Luiz Amorim                    | 29. Juli 1977     | Brasilien    | Scott-Marcondes Cesar-São José dos Campos (2010) | São Lucas Saude-Giant-UAC               |
| Carlos Cancellara              | 17. April 1993    | Brasilien    | Neoprofi                                         |                                         |
| Francisco Chamorro             | 7. August 1981    | Argentinien  | Clube de Ciclismo de S.J. Campos-Cannondale      | Funvic Brasilinvest-São José dos Campos |
| Alex Diniz                     | 20. Oktober 1985  | Brasilien    | Padaria Real/Calói/Céu Azul Alimentos            | Funvic Brasilinvest-São José dos Campos |
| Matheus Grandino               | 24. Oktober 1993  | Brasilien    | Neoprofi                                         |                                         |
| Walter Júnior                  | 24. April 1984    | Brasilien    | Neoprofi                                         |                                         |
| Alan Maniezzo                  | 2. September 1984 | Brasilien    | Neoprofi                                         | São Lucas Saude-Giant-UAC               |
| Adriano Martins (bis 31. Juli) | 27. Januar 1980   | Brasilien    | Neoprofi                                         |                                         |
| Felipe Martins                 | 30. Juli 1990     | Brasilien    | Neoprofi                                         |                                         |
| Marcelo Moser                  | 1. September 1977 | Brasilien    | Funvic-Pindamonhangaba (2010)                    | Iron Age/Colner/Sorocaba/Penks          |
| Jádson Prudencio               | 3. Februar 1992   | Brasilien    | Neoprofi                                         |                                         |
| Kleber Ramos                   | 24. August 1985   | Brasilien    | Funvic-Pindamonhangaba (2010)                    | Clube DataRo de Ciclismo                |
| José Rodrigues                 | 15. April 1984    | Brasilien    | Padaria Real/Calói/Céu Azul Alimentos            | Iron Age/Colner/Sorocaba/Penks          |
| Guilherme dos Santos           | 13. Januar 1992   | Brasilien    | Neoprofi                                         |                                         |
| Hugo Shigematsu                | 8. Dezember 1992  | Brasilien    | Neoprofi                                         |                                         |
| Edgardo Simón                  | 16. Dezember 1974 | Argentinien  | Padaria Real/Calói/Céu Azul Alimentos            | Iron Age/Colner/Sorocaba/Penks          |

## Platzierungen in UCI-Ranglisten
UCI America Tour
| Saison | Mannschaftswertung | Fahrerwertung      |
| ------ | ------------------ | ------------------ |
| 2012   | 1.                 | Edgardo Simón (5.) |